# Reformierte Kirche Töss

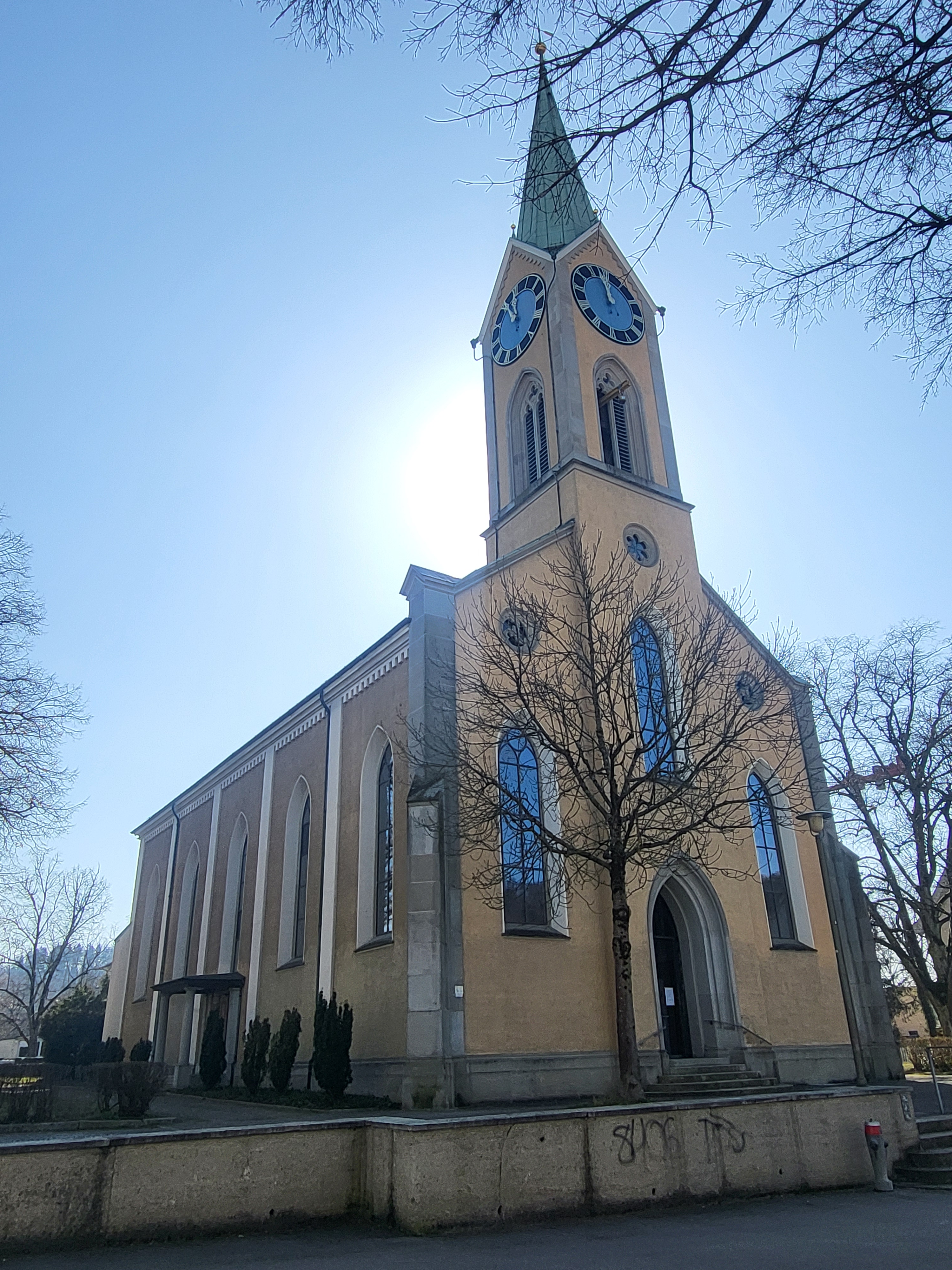
Kirche Töss

Die Reformierte Kirche Töss ist ein reformiertes Kirchengebäude im Stadtteil Töss der Stadt Winterthur, Schweiz.

## Geschichte
Vor der Reformation existierte das Dominikanerinnenkloster Töss, dessen Gebäude ab 1833 von Johann Jacob Rieter für die Maschinenfabrik Rieter gekauft wurden. Vom damaligen Kauf des Klostergeländes war einzig die Klosterkirche ausgeschlossen, da diese von der Kirchgemeinde Töss genutzt wurde und der Kanton ansonsten für einen Ersatz zuständig gewesen wäre.
Dies änderte sich in den 1850er-Jahren, auch unter finanzieller Beihilfe von Heinrich Rieter (1814–1889) und des Kantons Zürich, die einen entsprechenden Neubau zusammen mit weiteren Unterstützern finanzierten. Auch der damalige Tössemer Dekan Wilhelm Corrodi setzte sich massgeblich für den Bau einer neuen Kirche ein. Sie wurde in den Jahren 1854 bis 1855 nach Plänen von Johann Caspar Wolff realisiert.

## Beschreibung
Das Gotteshaus ist eine einfache neugotische Saalkirche mit Frontturm, die Kirchgemeinde orientierte sich dabei an der Kirche Obfelden bei Affoltern, die nach den Plänen von Ferdinand Stadler erbaut wurde. Der Turm verfügt über ein Spitzbogenportal, im Glockengeschoss finden sich Schallfenster mit gotisierendem Masswerk. Die Zifferblätter sind in den Wimpergen untergebracht, die in den abschliessenden Spitzturmhelm hineinragen.

### Inneres
Der Innenraum ist wie die von Wolff errichtete Kirche Hütten als rechteckiger Predigtsaal mit kleinem Rechteckchor angelegt, der zu Beginn lediglich mit losen Stühlen bestückt war. Die Kanzel befindet sich am Chorbogen.
Im Chor sind Kartuschen mit Spruchbändern aufgemalt. Ein Band aus aufgemalten neugotischen Blattranken zieht sich oberhalb der Täferung über die Innenseiten der Mauern. Der Lichteinfall erfolgt durch hohe Spitzbogenfenster und kleine Rundfenster mit Fischblasen. Auf der rückwärtigen Empore befindet sich die Orgel.